# ريك كاسيدي
ريك كاسيدي (بالإنجليزية: Rick Cassidy)‏(22 يوليو 1943 - 23 ديسمبر 2013)، هو ممثل إباحي أمريكي سابق، وعارض أزياء ولاعب كمال اجسام وظهر في كل الأفلام الإباحية المستقيمة والمثلية، واستخدم اسم جيم كاسيدي للأفلام المثلية، وبدأ مسيرتها بشكل مؤقت خلال بداية السبعينات. عاد كاسيدي إلى الإباحية في منتصف الثمانينات ولكن توقف عن تقديم الأفلام بعد ظهوره في فيلم New Wave Hookers عام 1985 في مشهد مع تريسي لوردز التي كانت قاصرة وقتها.

## سيرته
ولد ريك بمدينة موسكو في ولاية بنسيلفانيا الأمريكية, وفي سنة 1961 ظل مجنداً لمدة سنتين في القوات البحرية الأمريكية . وبعدما انتهت مدة تجنيده سنة 1963 سافر لمدينة نيويورك وهناك تعرف على المصور الإباحي جيم فرينش (Jim French) الذي أقنعه أنه يعمل عارض تعري.
وفي سنة 1969 سافر ريك كاسيدى لمدينة لوس انجلوس بولاية كاليفورنيا ، وهناك بدأ عمل في مجال الإباحية ومثل أكثر من 100 فيلم إباحي تنوعت ما بين المغايرة و المثلية .

## وصلات خارجية
- ريك كاسيدي على موقع IMDb (الإنجليزية)
- ريك كاسيدي على موقع قاعدة بيانات الفيلم (الإنجليزية)

- صفحته في قاعدة بيانات الأفلام